# Markovice (Žleby)

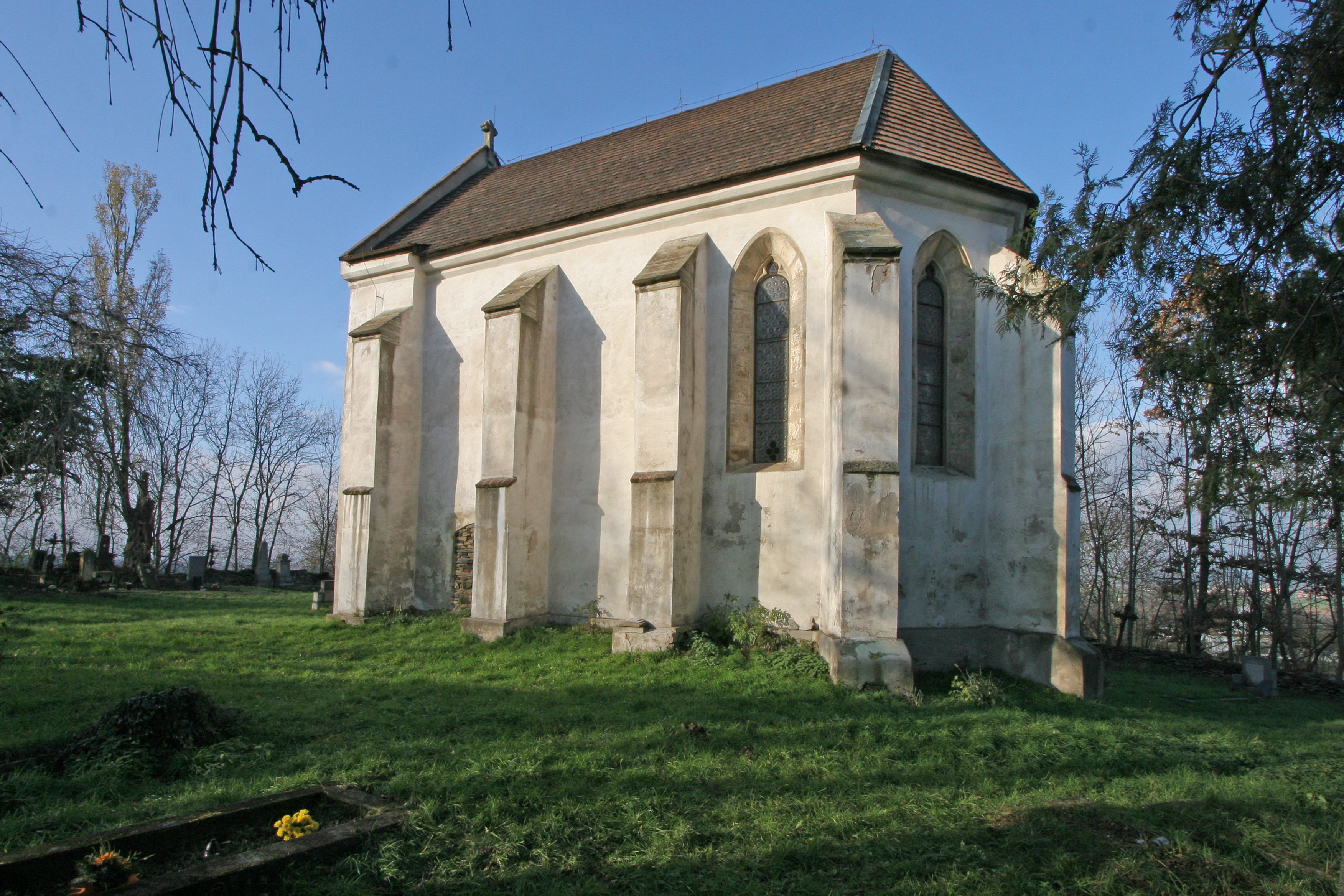
Kirche des hl. Markus

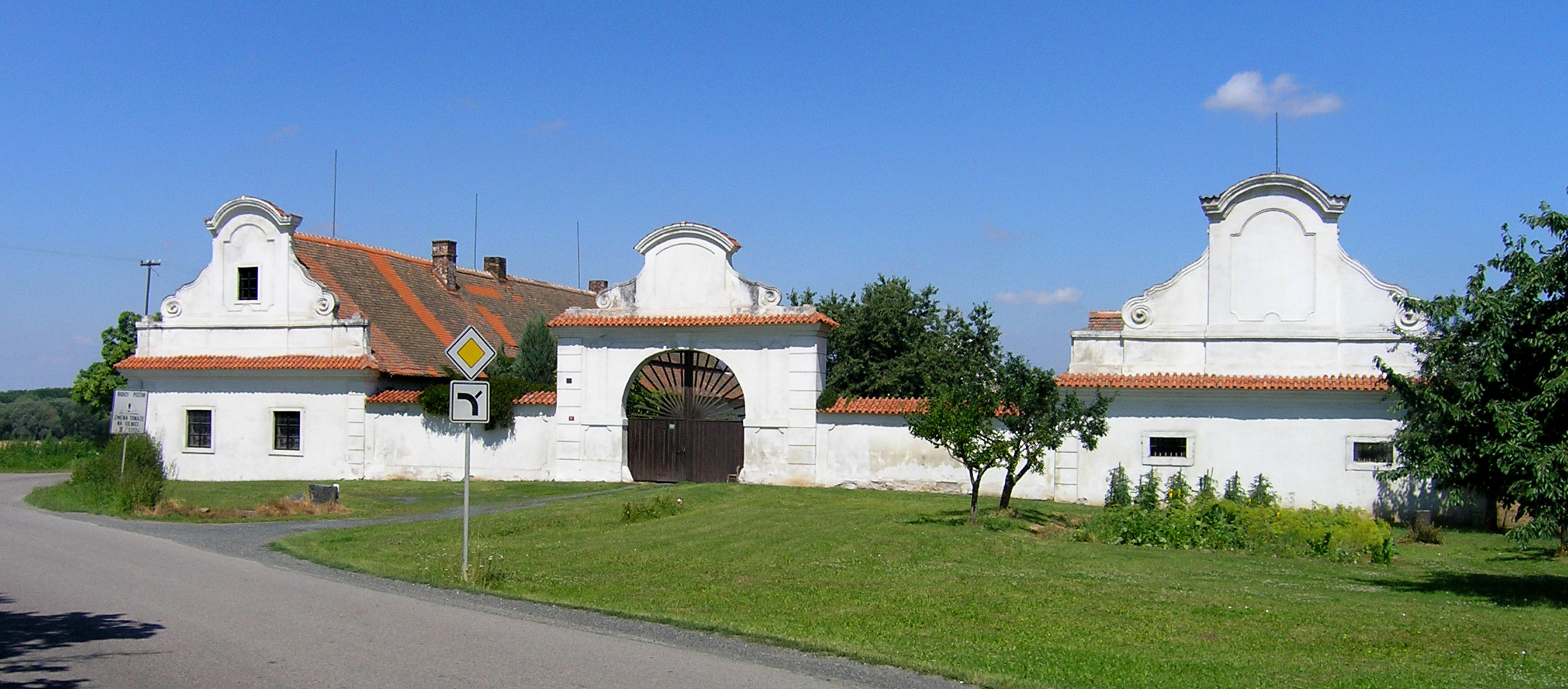
Ausspann Markovice

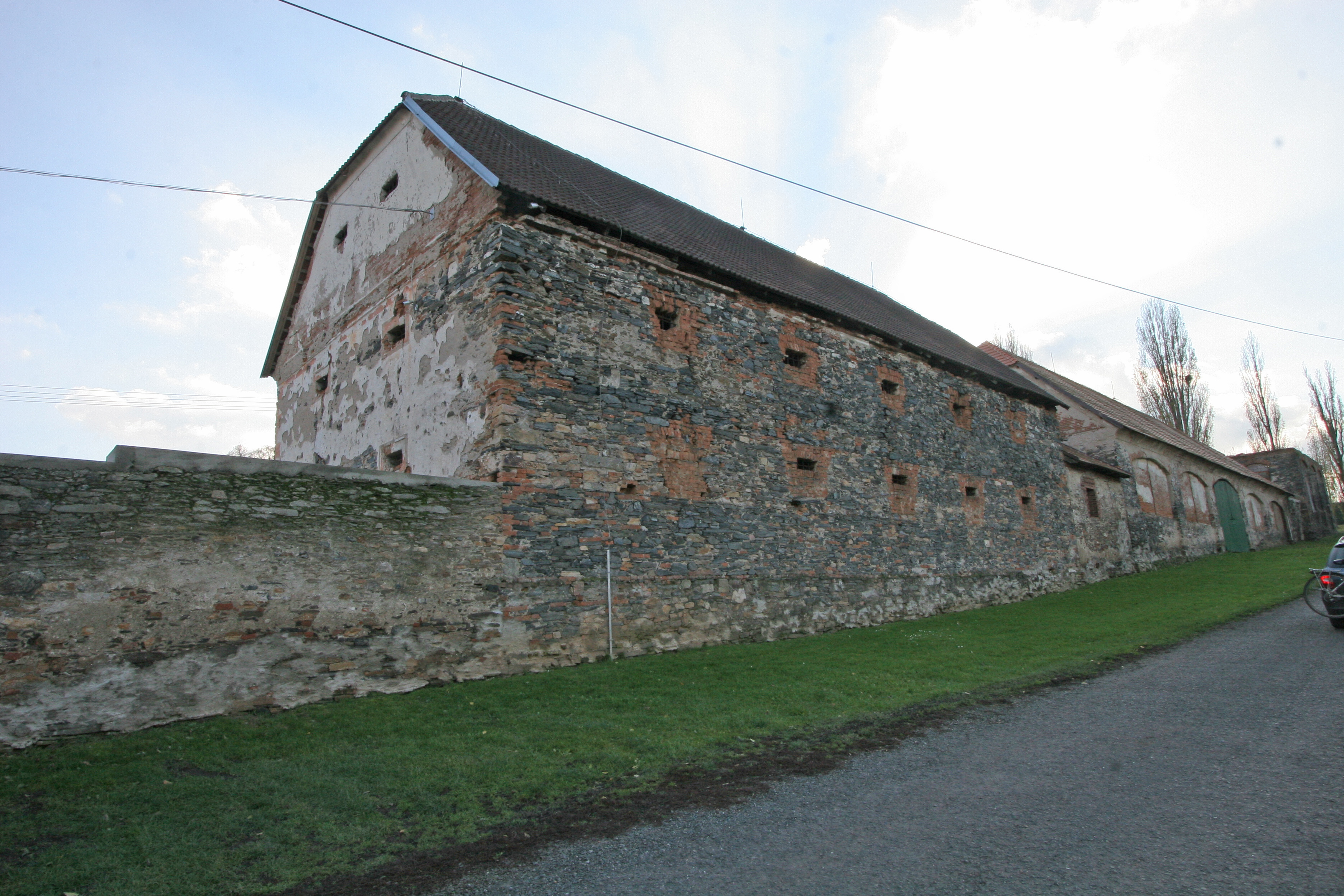
Meierhof Markovice

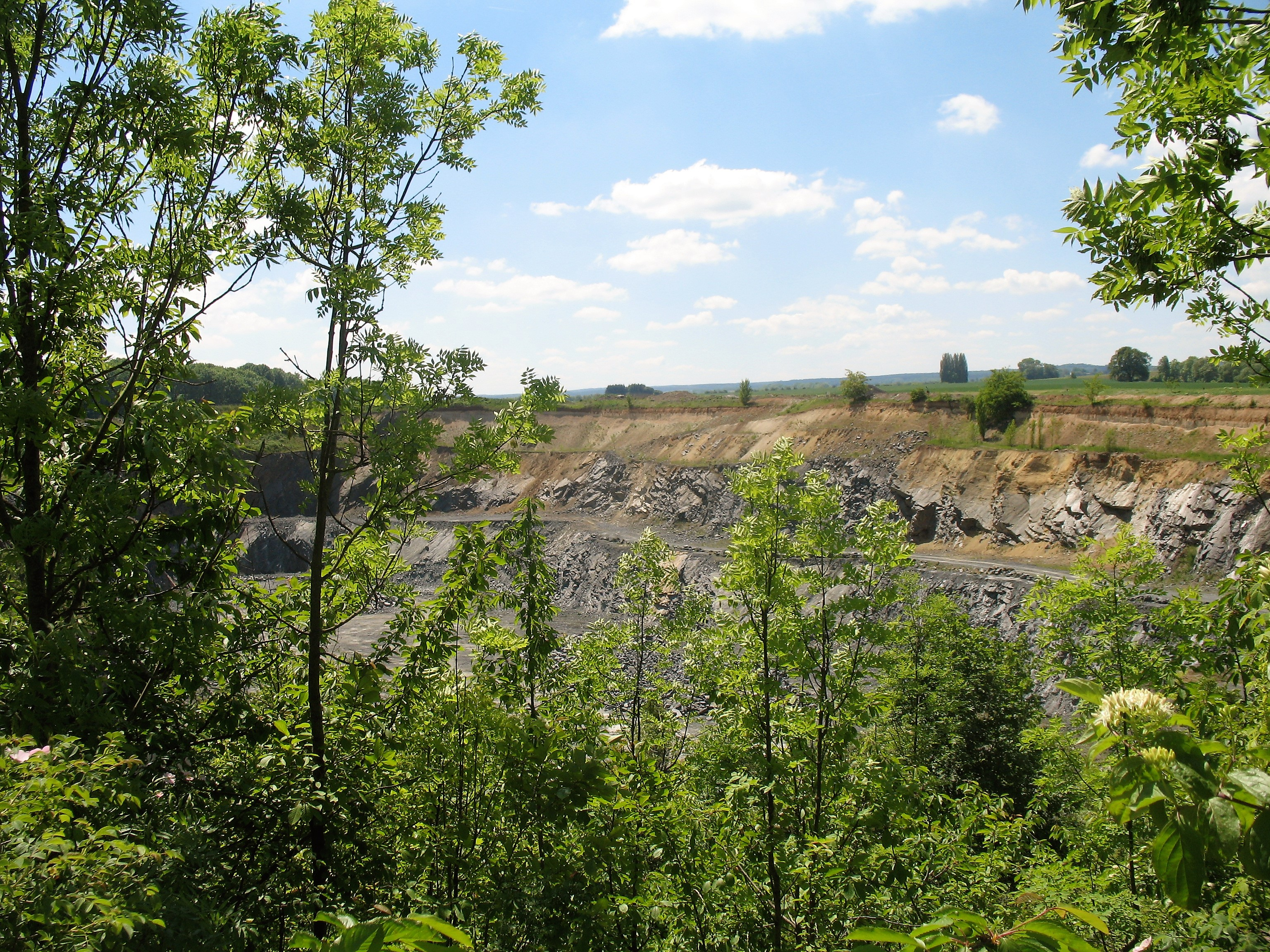
Steinbruch Markovice

Markovice (deutsch Markowitz) ist ein Ortsteil der Gemeinde Žleby in Tschechien. Er liegt fünf Kilometer südöstlich von Čáslav und gehört zum Okres Kutná Hora.

## Geographie
Die Streusiedlung Markovice befindet sich am Bach Koudelovký potok in der Čáslavská kotlina (Czaslauer Becken). Durch den Ort führt die Staatsstraße II/337 zwischen Čáslav und Ronov nad Doubravou. Gegen Osten erhebt sich die heute größtenteils durch einen Steinbruch abgebaute Markovická vyvýšenina (Markowitzer Höhe).
Nachbarorte sind Skovice, Horní Bučice, Dolní Bučice und Vrdy im Norden, Vrdský Mlýn, Vinice, Šmolcov, Bažantnice und Vinaře im Nordosten, Ksiny, Žleby und Bažantnice u Sv. Anny im Osten, Biskupice und Zehuby im Südosten, Hostovlice, Medun und Horky im Süden, Potěhy, Tupadly und Dubí im Südwesten, Drobovice und Filipov im Westen sowie Chotusice, Koudelov und Druhanice im Nordwesten.

## Geschichte
Die erste urkundliche Erwähnung des am Libitzer Landessteig gelegenen Dorfes Marcowichi erfolgte 1282, als der Prager Bischof Tobias von Bechin das Dorf einschließlich der Patronatsrechte der Kirche St. Georg im Austausch gegen das klösterliche Dorf Sulice an den Abt des Benediktinerklosters Wilimow abtrat. Zwei Jahre später übertrug Bischof Tobias auf Gesuch des Abtes Jaroslav dem Pleban Chechon (Čéč) in Marcouich zudem die kirchlichen Aufgaben in Zehuby. Bis zu den Hussitenkriegen gehörte Markovice zu den Besitzungen des Benediktinerstiftes Wilimow. Beim Überfall der Taboriten auf Žleb im Jahre 1427 wurde das Dorf Markovice zerstört. Es wurde nicht wieder aufgebaut und seine Fluren der Herrschaft Žleb einverleibt.
1692 ließ der Freiherr von Kaiserstein auf der Markowitzer Höhe oberhalb der Markuskirche die Kirche zur hl. Anna errichten. Zu den Besitzern gehörten ab 1736 Josef von Schönfeld und ab 1746 die Fürsten Auersperg. 1787 standen in Zehub bzw. Žehuby 25 Häuser.
Im Jahre 1840 bestand die im Caslauer Kreis gelegene und nach Žleb konskribierte Einschicht Markowitz aus vier Häusern. Im Ort gab es zwei Filialkirchen zum hl. Markus und zur hl. Anna, einen herrschaftlichen Meierhof, ein dominikales Jägerhaus, eine Ziegelhütte und ein Wirtshaus. Pfarr- und Amtsort war Žleb. Bis zur Mitte des 19. Jahrhunderts blieb Markowitz der Allodialherrschaft Žleb untertänig.
Nach der Aufhebung der Patrimonialherrschaften bildete Markovice ab 1849 eine Ansiedlung des Marktfleckens Žleby im Gerichtsbezirk Časlau. Ab 1868 gehörte der Ort zum Bezirk Časlau. 1869 hatte Markovice 17 Einwohner und bestand aus 3 Häusern. Im Jahre 1900 lebten in Markovice 134 Menschen, 1910 waren es 133. 1909 erhielt Franz Josef von Auersperg die Genehmigung zum Abbruch der baufälligen St. Annenkirche; an ihrer Stelle wurde drei Jahre später die neue Grabkapelle St. Anna der Familie Auersperg geweiht. Die weithin sichtbare Kapelle wurde zu einer Dominante der Gegend zwischen Žleby und Čáslav. Der durch die Familie Auersperg betriebene Amphibolitbruch an der Markowitzer Höhe erfuhr in den 1920er und 1930er Jahren eine starke Erweiterung. 1930 hatte Markovice 95 Einwohner und bestand aus 9 Häusern. Bei der Gebietsreform von 1960 wurde der Ort dem Okres Kutná Hora zugeordnet. Der Steinbruch Markovice galt zu Beginn der 1970er Jahre als weitgehend erschöpft, da die 50-m-Schutzzone an der denkmalgeschützten St. Annenkapelle erreicht war. Auf der Grundlage einer in den Jahren 1976–1977 vorgenommenen geologischen Untersuchung der Markowitzer Höhe, bei der ein Amphibolitvorkommen von 1,4 Millionen m³ nachgewiesen wurde, erfolgte 1984 die Aufhebung des Denkmalschutzes und zwei Jahre später, nach der Überführung der Gebeine in die Markuskirche, die Sprengung der Kapelle. Seit 1999 ist Markovice als Ortsteil von Žleby ausgewiesen. Beim Zensus von 2001 lebten in den 14 Häusern von Markovice 44 Personen.

## Ortsgliederung
Der Ortsteil Markovice ist Teil des Katastralbezirkes Žleby.

## Sehenswürdigkeiten
- Torso der Kirche des hl. Markus, auf der Nordseite der Markowitzer Höhe, sie war ursprünglich dem hl. Georg geweiht und wurde 1282 erstmals erwähnt. Die Glocken stammten von 1552 und 1570. Kulturdenkmal
- Barocker Ausspannhof (Nr. 91) am Abzweig nach Skovice. Die symmetrische Hofanlage wurde in der zweiten Hälfte des 18. Jahrhunderts angelegt. Das im Westen gelegene Gasthaus- und Wohngebäude sowie das Stallgebäude im Osten sind mit Mauern verbunden, in der Mitte der Hoffassade befindet sich ein Tor. Der Hof ist als Kulturdenkmal geschützt.
- Meierhof Markovice (Nr. 208), die aus der Mitte des 18. Jahrhunderts stammende Hofanlage mit drei Wirtschaftsgebäuden, Scheune, Speicher, zwei Wohngebäuden, Hofmauer und rechteckigem Innenhof steht ebenfalls unter Denkmalschutz.